# Magnetó de Bohr

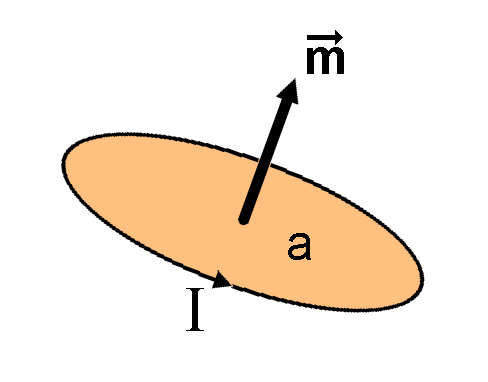
Moment magnètic.

En física atòmica, el magnetó de Bohr (simbolitzat {\displaystyle \mu _{\mathrm {B} }}) és una constant física de moment magnètic que rep el seu nom en honor del físic danès Niels Bohr. És la unitat natural (i el valor aproximat) per a expressar el moment dipolar magnètic de l'electró. El seu valor va ser calculat per primera vegada el 1911 pel físic romanès Ștefan Procopiu,
 i a l'estiu del 1913 pel físic danès Niels Bohr.
En unitats del sistema internacional es defineix com a:
{\displaystyle \mu _{\mathrm {B} }={{e\hbar } \over {2m_{\mathrm {e} }}}}
i en unitats del sistema CGS com a:
{\displaystyle \mu _{\mathrm {B} }={{e\hbar } \over {2m_{\mathrm {e} }c}}}
en què:
{\displaystyle e} és la càrrega elemental,
{\displaystyle \hbar } és la constant de Planck,
{\displaystyle m_{e}} és la massa en repòs de l'electró,
{\displaystyle c} és la velocitat de la llum.
En unitats del SI el seu valor és:
{\displaystyle \mu _{\mathrm {B} }} = 9.274 009 49(80) × 10-24 J·T-1
En el sistema cegesimal d'unitats, el seu valor és aproximadament: 

{\displaystyle \mu _{\mathrm {B} }\,=9,274\,009\,15(23)\times 10^{-21}} erg·G-1
En unitats atòmiques és adimensional, i el seu valor és simplement:
{\displaystyle \mu _{\mathrm {B} }\,={\frac {1}{2}}}
Expressat en electró-volts:
{\displaystyle \mu _{\mathrm {B} }\,=5,788\,381\,755\,5(79)\times 10^{-5}} eV·T-1